# Perry Mason: Elisir di morte
Perry Mason: Elisir di morte (Perry Mason: The Case of the Skin-Deep Scandal) è un film TV del 1993, diretto dal regista Ron Satlof. 

## Trama
Alana Westbrook è la titolare e l'immagine di una nota azienda di cosmetici che ha in programma di lanciare sul mercato una nuova rivoluzionaria crema antirughe dai poteri miracolosi. Una notte, l'azienda subisce un tentativo di furto della formula della crema. Per questa ragione Alana decide di portare la formula a casa sua e depositarla nella sua cassaforte. Nel frattempo discute con il chimico, la direttrice della ditta e suo marito con il quale vive pur disponendo di camere da letto separate. È proprio nella sera del suo compleanno che qualcuno si introduce in camera e la uccide con un'arma di proprietà del marito della donna. È proprio Arthur Westbrook ad essere accusato di omicidio e tratto in arresto. Perry Mason, vecchio compagno di scuola dell'accusato, lascia il torneo di pesca (dove solo Della stava facendo bella figura) per accorrere in aiuto di Westbrook. Ken invece si mette alle calcagna di una sfuggente donna che lavorava per Alana. Dopo varie ricerche e inseguimenti, Perry Mason scoprirà la verità.